# 베르너 로란트
베르너 로란트(독일어: Werner Lorant, 1948년 11월 21일~2025년 4월 20일)는 독일의 전 축구 선수이자 현 감독이다. 2003년부터 2004년까지 인천 유나이티드의 초대 감독을 역임하였다.